# Uncinia macloviformis
Uncinia macloviformis är en halvgräsart som beskrevs av Gerald A. Wheeler. Uncinia macloviformis ingår i släktet Uncinia och familjen halvgräs. Inga underarter finns listade i Catalogue of Life.